# Liste des ponts sur l'Oise
Cette liste contient les ponts présents sur l'Oise et ses bras. Elle est donnée par département depuis l'aval de la rivière vers son amont et précise pour chaque pont le nom des communes qu'il relie en commençant par celle située sur la rive gauche du cours d'eau.

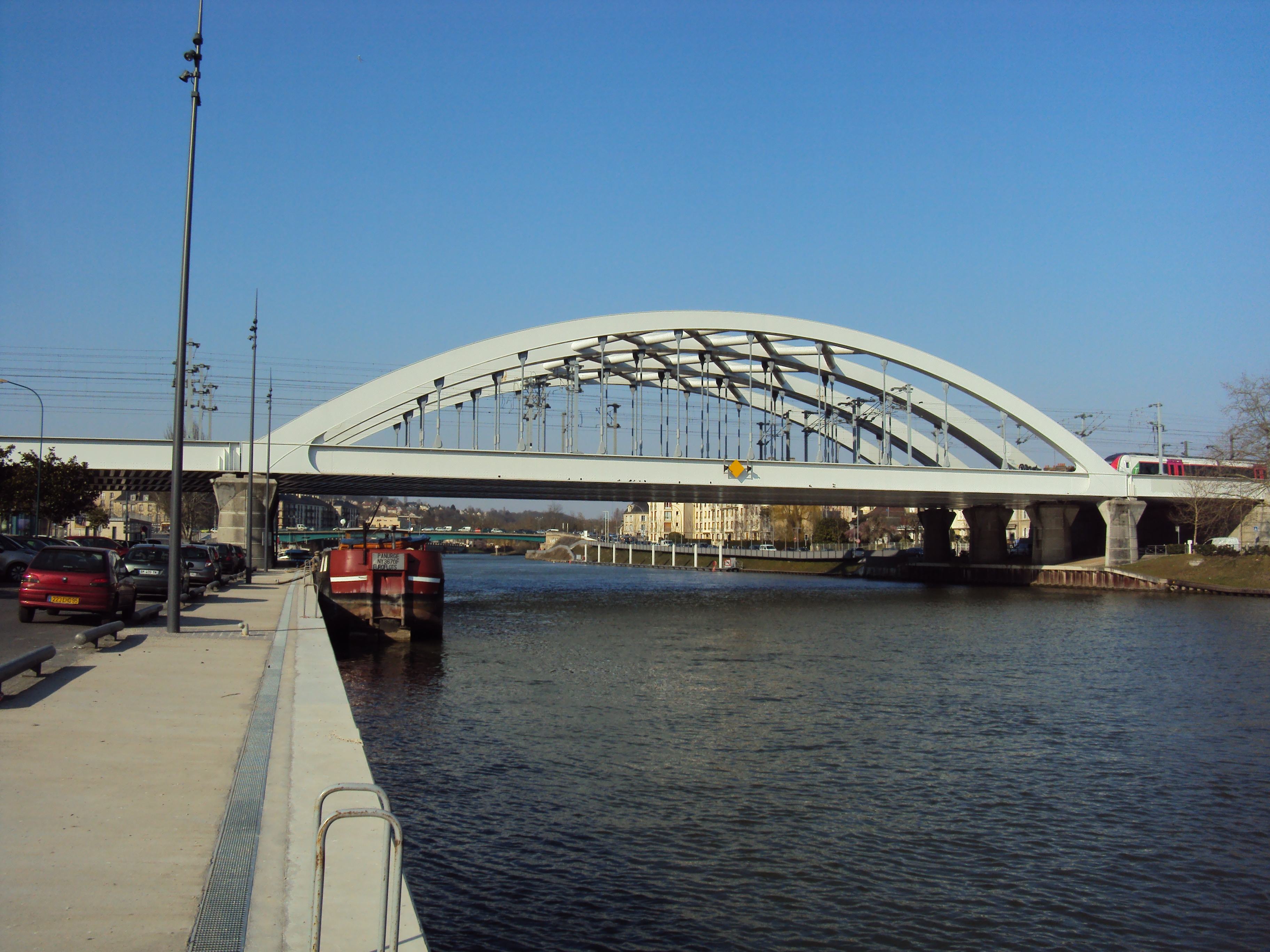
Le pont ferroviaire de Pontoise

- voies routières ou autoroutières  +
- voies ferrées
- passerelles piétonnes
- ponts mixtes (route + rail)   +

Certains relient une berge à une île et ne franchissent donc qu'un bras. D'autres sont en ruine et infranchissables.

Certains ponts sont inscrits ou classés aux monuments historiques, ou encore répertoriés dans l’inventaire général du patrimoine culturel du Ministère de la Culture :
- pont inscrit
- pont classé

## Liste
| Image                 | Pont                                      | Rive gauche                        | Milieu               | Rive droite                        | Longueur totale | Localisation                | Type du pont  | Route/ ligne ferroviaire                        | Année    | Monument historique | Commentaire                                                                                             |
| Yvelines              | Yvelines                                  | Yvelines                           | Yvelines             | Yvelines                           | Yvelines        | Yvelines                    | Yvelines      | Yvelines                                        | Yvelines | Yvelines            | Yvelines                                                                                                |
| --------------------- | ----------------------------------------- | ---------------------------------- | -------------------- | ---------------------------------- | --------------- | --------------------------- | ------------- | ----------------------------------------------- | -------- | ------------------- | --- |
| plus d'images         | Pont Boussiron                            | Conflans-Sainte-Honorine           |                      | Andrésy                            |                 | 48° 59′ 20″ N, 2° 04′ 18″ E | pont en arc   | D 48                                            | 1947     |                     | |
| plus d'images         | Pont Eiffel de Conflans-Sainte-Honorine   | Conflans-Sainte-Honorine           |                      | Andrésy                            | 160 m           | 48° 59′ 31″ N, 2° 04′ 20″ E | pont en arc   | ligne Paris - Mantes via Conflans               | 1947     |                     | |
| Yvelines / Val-d'Oise |                                           |                                    |                      |                                    |                 |                             |               |                                                 |          |                     | |
| Image manquante       | Pont de Maurecourt                        | Neuville-sur-Oise                  |                      | Maurecourt                         |                 | 49° 00′ 27″ N, 2° 03′ 57″ E |               | D 55A                                           |          |                     | |
| Val-d'Oise            |                                           |                                    |                      |                                    |                 |                             |               |                                                 |          |                     | |
|                       | Pont Cornudet                             | Neuville-sur-Oise                  |                      | Jouy-le-Moutier                    |                 | 49° 00′ 49″ N, 2° 03′ 24″ E |               | D 48E                                           | 1974     |                     | |
|                       | Passerelle de l'Axe Majeur                | Cergy                              |                      | Cergy                              | 251 m           | 49° 02′ 17″ N, 2° 02′ 33″ E |               |                                                 | 2001     |                     | |
| Image manquante       | Pont de Cergy-village                     | Cergy                              |                      | Cergy                              |                 | 49° 01′ 54″ N, 2° 03′ 33″ E |               |                                                 |          |                     | 1 voie, avec feux tricolores sur les deux rives pour l'alternance.                                      |
| Image manquante       |                                           | Neuville-sur-Oise                  |                      | Cergy                              |                 | 49° 01′ 37″ N, 2° 03′ 49″ E |               | D 203                                           |          |                     | |
| plus d'images         | Viaduc ferroviaire d'Éragny               | Neuville-sur-Oise                  |                      | Cergy                              |                 | 49° 01′ 10″ N, 2° 05′ 00″ E |               | Ligne de Cergy                                  |          |                     | |
|                       | Pont sur l'Oise du boulevard de Gaulle    | Éragny                             |                      | Cergy                              |                 | 49° 01′ 46″ N, 2° 05′ 33″ E |               |                                                 |          |                     | |
|                       | Viaduc A15 de Cergy                       | Saint-Ouen-l'Aumône                | Île de la Dérivation | Cergy                              |                 | 49° 02′ 09″ N, 2° 05′ 47″ E |               | A15                                             |          |                     | |
| plus d'images         | Pont ferroviaire de Pontoise              | Saint-Ouen-l'Aumône                |                      | Pontoise                           |                 | 49° 02′ 45″ N, 2° 06′ 02″ E |               | Ligne de Saint-Denis à Dieppe                   | 1998     |                     | |
|                       | Pont de Pontoise                          | Saint-Ouen-l'Aumône                |                      | Pontoise                           |                 | 49° 02′ 53″ N, 2° 06′ 07″ E |               |                                                 |          |                     | |
|                       | Pont de Chaponval                         | Saint-Ouen-l'Aumône                |                      | Auvers-sur-Oise                    |                 | 49° 04′ 01″ N, 2° 08′ 13″ E |               | Ligne de Pierrelaye à Creil                     |          |                     | |
|                       | Pont d'Auvers-sur-Oise                    | Méry-sur-Oise                      |                      | Auvers-sur-Oise                    |                 | 49° 04′ 12″ N, 2° 10′ 43″ E |               | D 928                                           |          |                     | |
|                       | Pont mixte de Mériel                      | Mériel                             |                      | Butry-sur-Oise                     |                 | 49° 05′ 04″ N, 2° 12′ 15″ E | +             | D 151,Ligne d'Ermont - Eaubonne à Valmondois    |          |                     | |
| Image manquante       |                                           | L'Isle-Adam                        | Île du Prieuré       | Parmain                            |                 | 49° 06′ 48″ N, 2° 12′ 41″ E |               |                                                 |          |                     | |
| Image manquante       | Viaduc A16                                | L'Isle-Adam                        |                      | Champagne-sur-Oise                 |                 | 49° 07′ 54″ N, 2° 15′ 12″ E |               | A16                                             |          |                     | |
| Image manquante       |                                           | L'Isle-Adam                        |                      | Champagne-sur-Oise                 |                 | 49° 07′ 55″ N, 2° 15′ 21″ E |               | D 301                                           |          |                     | |
| Image manquante       | Pont de Mours                             | Persan                             |                      | Beaumont-sur-Oise                  |                 | 49° 08′ 23″ N, 2° 16′ 08″ E |               | Ligne d'Épinay - Villetaneuse au Tréport - Mers |          |                     | |
|                       | Pont de Beaumont-sur-Oise                 | Persan                             |                      | Beaumont-sur-Oise                  |                 | 49° 08′ 43″ N, 2° 17′ 07″ E |               | D 78                                            |          |                     | |
| Image manquante       |                                           | Bernes-sur-Oise                    |                      | Beaumont-sur-Oise                  |                 | 49° 09′ 06″ N, 2° 17′ 44″ E |               | D 929                                           |          |                     | |
| Image manquante       |                                           | Beaumont-sur-Oise                  |                      | Île des Aubins (Bruyères-sur-Oise) |                 | 49° 08′ 44″ N, 2° 19′ 24″ E |               | D 922                                           |          |                     | Bras sud                                                                                                |
| Image manquante       |                                           | Île des Aubins (Bruyères-sur-Oise) |                      | Bruyères-sur-Oise                  |                 | 49° 08′ 50″ N, 2° 19′ 49″ E |               |                                                 |          |                     | Bras nord                                                                                               |
| Image manquante       |                                           | Noisy-sur-Oise                     |                      | Île des Aubins (Bruyères-sur-Oise) |                 | 49° 08′ 34″ N, 2° 19′ 58″ E |               | D 922                                           |          |                     | Bras sud                                                                                                |
| Oise                  |                                           |                                    |                      |                                    |                 |                             |               |                                                 |          |                     | |
|                       | Pont de Boran-sur-Oise                    | Boran-sur-Oise                     |                      | Boran-sur-Oise                     |                 |                             | pont suspendu | D 924                                           | 1946     |                     | Voie unique.                                                                                            |
| Image manquante       | Pont de Précy-sur-Oise                    | Précy-sur-Oise                     |                      | Précy-sur-Oise                     |                 |                             |               | D 17                                            | 1997     |                     | Ouvert en décembre 1996 aux piétons, puis en février 1997 aux véhicules de moins de 7.5 t. Voie unique. |
| Image manquante       | Pont de Saint-Leu-d'Esserent              | Saint-Leu-d'Esserent               |                      | Saint-Maximin                      |                 |                             |               | D 44                                            | 1949     |                     | |
| Image manquante       | Pont de Laversines                        | Saint-Leu-d'Esserent               |                      | Saint-Maximin                      |                 |                             |               | Ligne de Paris-Nord à Lille                     |          |                     | |
| Image manquante       | Rocade sud-ouest de Creil                 | Montataire                         |                      | Creil                              |                 |                             |               | D 201                                           |          |                     | |
| Image manquante       | Passerelle de l’Île Saint-Maurice         | Creil                              | Île Saint-Maurice    |                                    |                 |                             |               |                                                 |          |                     | |
|                       | Pont de Creil (Oise)                      | Creil                              | Île Saint-Maurice    | Creil                              |                 |                             |               | D 916                                           |          |                     | |
| Image manquante       | Pont du contournement de Creil            | Creil                              |                      | Creil                              |                 |                             |               | D 1016                                          | 1966     |                     | Ouvert en même temps que la déviation de Creil le 17 décembre 1966.                                     |
|                       | Passerelle de Verneuil-en-Halatte         | Verneuil-en-Halatte                |                      | Villers-Saint-Paul                 |                 |                             |               |                                                 | 1951     |                     | |
|                       | Pont de Pont-Sainte-Maxence               | Pont-Sainte-Maxence                |                      | Pont-Sainte-Maxence                |                 |                             |               | D 1017                                          | 1949     |                     | |
| Image manquante       | Passerelle de Pont-Sainte-Maxence         | Pont-Sainte-Maxence                |                      | Pont-Sainte-Maxence                |                 |                             |               |                                                 |          |                     | |
| Image manquante       | Pont autoroutier de Longueil-Sainte-Marie | Pontpoint                          |                      | Longueil-Sainte-Marie              |                 |                             | +             | A1                                              |          |                     | |
|                       | Viaduc de Verberie                        | Verberie                           |                      | Longueil-Sainte-Marie              |                 |                             |               | LGV Nord                                        | 1992     |                     | |
| Image manquante       | Pont de Verberie                          | Verberie                           |                      | Longueil-Sainte-Marie              |                 |                             |               | D 26                                            |          |                     | |
| Image manquante       | Passerelle de Pont-Sainte-Maxence         | Verberie                           |                      | Longueil-Sainte-Marie              |                 |                             |               |                                                 |          |                     | |
| Image manquante       | Pont ferroviaire de Verberie              | Verberie                           |                      | Longueil-Sainte-Marie              |                 |                             |               | Ligne d'Ormoy-Villers à Boves                   |          |                     | |
|                       | Pont de Lacroix-Saint-Ouen                | Lacroix-Saint-Ouen                 |                      | Le Meux                            |                 |                             |               | D 98                                            |          |                     | |
| Image manquante       | Second pont de Lacroix-Saint-Ouen         | Lacroix-Saint-Ouen                 |                      | Le Meux                            |                 |                             |               | D 200                                           |          |                     | |
| Image manquante       | Passerelle de Jaux                        | Lacroix-Saint-Ouen                 |                      | Jaux                               |                 |                             |               |                                                 |          |                     | |
| Image manquante       | Rocade sud de Compiègne                   | Compiègne                          |                      | Jaux                               |                 |                             |               | D 1131                                          |          |                     | |
| Image manquante       | Passerelle de l'Île des Rats              | Compiègne                          | Île des Rats         | Venette                            |                 |                             |               |                                                 |          |                     | |
|                       | Nouveau pont sur l'Oise                   | Compiègne                          |                      | Margny-lès-Compiègne               |                 |                             |               |                                                 |          |                     | |
|                       | Pont Solférino                            | Compiègne                          |                      | Compiègne                          |                 |                             |               | D 931                                           |          |                     | |
| Image manquante       | Pont ferroviaire de Compiègne             | Compiègne                          |                      | Margny-lès-Compiègne               |                 |                             |               | Ligne de Rochy-Condé à Soissons                 |          |                     | |
| Image manquante       | Viaduc Oise-Aisne                         | Choisy-au-Bac                      |                      | Clairoix                           |                 |                             |               | N 31                                            |          |                     | |
| Image manquante       | Pont de Choisy-au-Bac                     | Choisy-au-Bac                      |                      | Clairoix                           |                 |                             |               | D 81                                            |          |                     | |
| Image manquante       | Passerelle de Janville                    | Choisy-au-Bac                      |                      | Janville                           |                 |                             |               |                                                 |          |                     | |
| Image manquante       | Pont du Plessis-Brion                     | Le Plessis-Brion                   |                      | Thourotte                          |                 |                             |               | D 15                                            |          |                     | |
|                       | Pont de Montmacq                          | Montmacq                           |                      | Thourotte                          |                 |                             |               |                                                 |          |                     | |
| Image manquante       | Pont de Belle-Rive                        | Montmacq                           |                      | Ribécourt-Dreslincourt             |                 |                             |               | D 66                                            |          |                     | |
| Image manquante       | Pont de Bailly                            | Bailly                             |                      | Pimprez                            |                 |                             |               | D 40                                            |          |                     | |
| Image manquante       | Pont d'Ourscamp                           | Chiry-Ourscamp                     |                      | Chiry-Ourscamp                     |                 |                             |               | D 48                                            |          |                     | |
| Image manquante       | Pont de Sempigny                          | Sempigny                           |                      | Sempigny                           |                 |                             |               | D 145                                           |          |                     | |
| Image manquante       | Pont de Pontoise-lès-Noyon                | Pontoise-lès-Noyon                 |                      | Pont-l'Évêque                      |                 |                             |               | D 934                                           |          |                     | |
| Image manquante       | Pont de Varesnes                          | Varesnes                           |                      | Morlincourt                        |                 |                             |               | D 87                                            |          |                     | |
| Image manquante       | Pont de Brétigny                          | Brétigny                           |                      | Babœuf                             |                 |                             |               | D 130                                           |          |                     | |
| Aisne                 |                                           |                                    |                      |                                    |                 |                             |               |                                                 |          |                     | |
| Nord                  |                                           |                                    |                      |                                    |                 |                             |               |                                                 |          |                     | |
| Belgique              |                                           |                                    |                      |                                    |                 |                             |               |                                                 |          |                     | |